# ماري هيشت
ماري هيشت هي نحّاتة كندية، ولدت في 23 يونيو 1931، وتوفيت في أبريل 2013.